# رنه دکارت
رِنه دِکارت (به فرانسوی: René Descartes) (زادهٔ ۳۱ مارس ۱۵۹۶ در دکارت، اَندر-اِ لُوار فرانسه – درگذشتهٔ ۱۱ فوریهٔ ۱۶۵۰ در استکهلم سوئد) ریاضی‌دان، دانشمند و فیلسوف عقل گرای  نام‌دار فرانسوی عصر روشن‌گری بود.

## زندگی

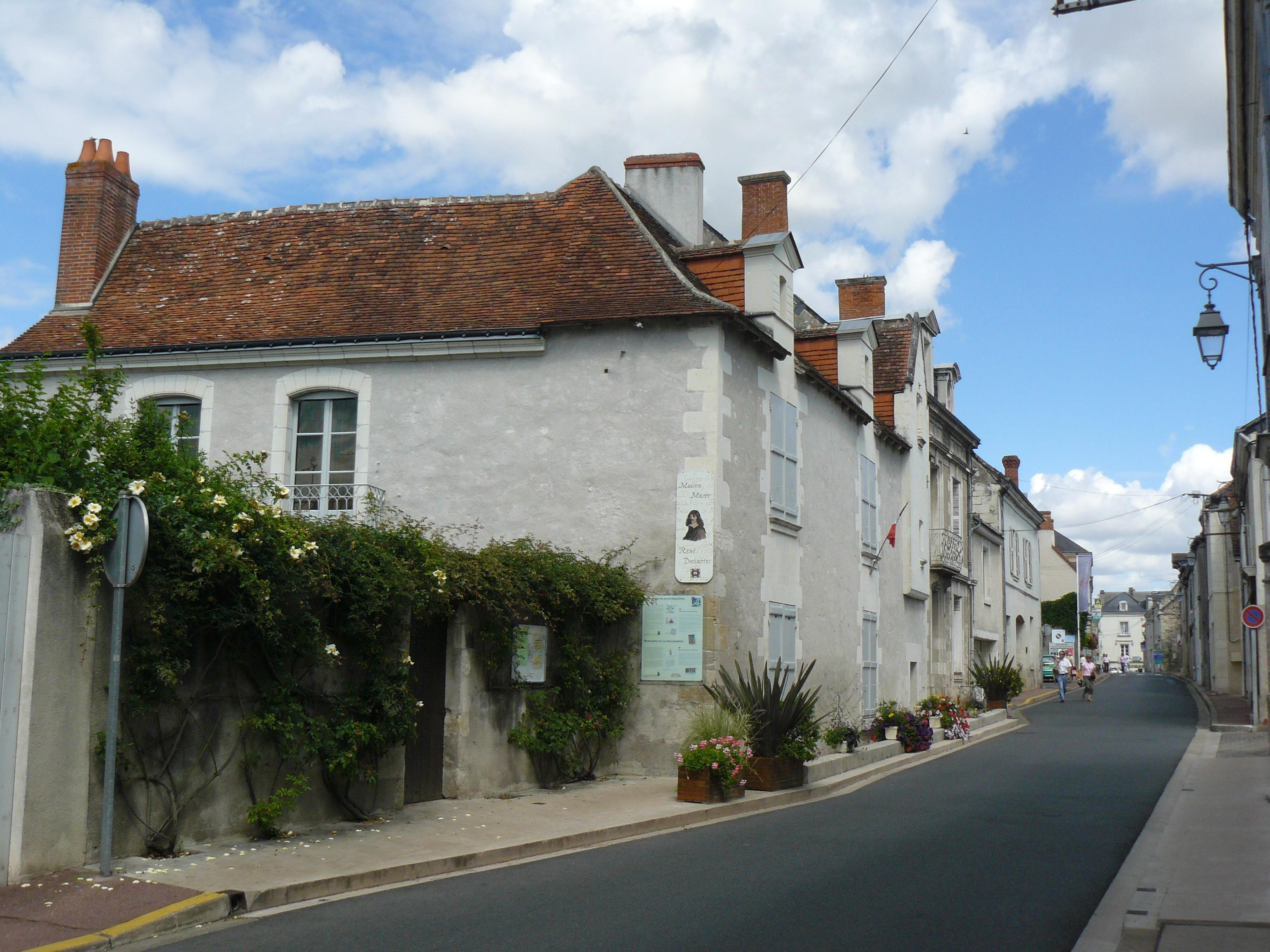
خانه‌ای که دکارت در آن به دنیا آمد، اندر الوآر، پادشاهی فرانسه

رنه دکارت، ۳۱ مارس ۱۵۹۶ میلادی در روستایی از شهرستان اَندر-اِ-لُوار فرانسه زاده‌شد. سیزده‌ماهه بود که مادرش درگذشت و پدرش، که قاضی و نماینده پارلمان در رِن بِرِتانی بود، بی‌درنگ دوباره ازدواج کرد. سرپرستی و نگهداری از دکارت را مادربزرگ مادری‌اش و یک دایه بر دوش گرفتند.

پدرش او را تشویق نمی‌کرد و دستاوردهای دکارت، ارزشی برایش نداشت. پس‌از انتشار گفتار در روش (Discours de la méthode)، نخستین کتاب دکارت که او را به شهرت جهانی رساند، این گفته از پدرش نقل شده است:
میان همه فرزندانم، تنها از این یکی راضی نیستم. مجبور بودم پسری به دنیا بیاورم که چنان مسخره باشد که خود را با پوست گوساله مشغول کند؟
۱۶۰۴ میلادی، دکارت، که پسری هشت‌ساله بود، در لا فِلَش به مدرسه رفت. این مدرسه را یسوعیان بنا نهاده و در آن، علوم نوین و تعالیم مسیحیت درس می‌دادند. دکارت در هشت سال تحصیل در آن مدرسه، ادبیات، منطق، اخلاق، ریاضیات و مابعدالطبیعه فراگرفت. ۱۶۱۱، او در جریان یک سخن‌رانی با عنوان اکتشاف چند سیارهٔ سرگردان در اطراف مشتری، از کارهای گالیلئو گالیله باخبر شد. این سخن‌رانی در او اثر فراوان گذاشت.
دکارت، ۱۶۱۴ لا فلش را ترک کرد و ۱۶۱۵ به دانشگاه پواتیه رفت تا حقوق بخواند. ۱۶۱۸، تصمیم گرفت به جهان‌گردی بپردازد و دانشی را که برای زندگی سودمند باشد فراگیرد. برای همین، مدتی سرباز بی‌مزد ارتش هلند شد، چرا که شاه‌زاده‌ای به‌نام موریس، فرمانده آن‌جا بود که در فنون جنگ و فلسفه و علوم مهارتی به‌سزا داشت و بسیاری از اشراف فرانسه دوست داشتند زیرنظر او فنون رزمی را فراگیرند. دکارت در مدتی که در ارتش هلند بود به علم محبوبش، ریاضیات، می‌پرداخت.وقتی که با ارتش در بِرِدا بود، ۱۰ نوامبر ۱۶۱۸ با ایساک بکمان دیدار کرد. تا ژانویه ۱۶۱۹ با هم روی اجسام در حال سقوط و ایستاب‌شناسی کار کردند. ژانویه ۱۶۱۹، دست‌نویس کومپندیوم موسیکای را به بکمان تقدیم کرد.
مارس ۱۶۱۹ از هلند به دانمارک و آلمان رفت و به خدمت سرداری به نام ماکسیمیلیان درآمد؛ اما زمستان فرا رسید و در دهکده نُوی‌بورگ کنار دانوب، بی‌دغدغه به تحقیق در ریاضیات پرداخت و به برهان‌های تازه‌ای رسید که مهم و بدیع بود و در پیش‌رفت ریاضیات، اثر به‌سزایی گذاشت.
پس‌از چندی، دکارت به فکر یکی‌ساختن همه علوم افتاد. در شب دهم نوامبر ۱۶۱۹، او سه خواب امیدبخش دید و چنین تعبیر کرد که «روح حقیقت، او را برگزیده و از او خواسته تا همه دانش‌ها را به علم واحدی درآورد». از این خواب‌ها چنان سرخوش شد که نذر کرد تا به زیارت مقبره مریم در ایتالیا برود. او چهار سال بعد به نذر خود وفا کرد.
میانه ۱۶۲۰، دکارت نوشتن قواعد بازی برای هدایت ذهن را جدی‌تر دنبال کرد. ۱۶۲۱، جنگ را رها کرد و پس از سفری به ایتالیا، ۱۶۲۵، در پاریس مسکن گزید.؛ اما زندگی در آنجا را که مزاحم فراغت خاطر خود می‌دید، نپسندید و ۱۶۲۸، به هلند بازگشت و تا ۱۶۴۹ آن‌جا مجرد ماند و تنها و به‌دور از هرگونه غوغای سیاسی و اجتماعی، همه وقتش را به پژوهش‌های علمی و فلسفی پرداخت. تحقیقات او بیشتر تجربه و تفکر شخصی بود و کمتر از کتاب استفاده می‌کرد.
دکارت ازدواج نکرد اما یک دختر نامشروع داشت که در ۵ سالگی مرد. دکارت مرگ آن دختر را «بزرگ‌ترین غصه عمرش» دانست."
در سپتامبر ۱۶۴۹، به‌دعوت کریستین، ملکه سوئد، برای تعلیم فلسفه به دربار او در استکهلم رفت. اما زمستان سرد اسکاندیناوی از یک‌سو، و سحرخیزی در ساعت پنج بامداد برای تعلیم ملکه از سوی دیگر، دکارت را که به این آب‌وهوا و سحرخیزی عادت نداشت، به ذات‌الریه مبتلا کرد و در پنجاه‌وسه سالگی از پا درآورد.
دکارت از دانشمندان و فیلسوفان بزرگ تاریخ به‌حساب می‌آید. او شکست نور در فیزیک را کشف کرد و هندسهٔ تحلیلی را در ریاضیات و هندسه بنا نهاد.
با نوشتن گفتار در روش آوازه دکارت بلند شد. با انتشار این کتاب به زبان فرانسوی، او نخستین دانشمندی شد که در عصر جدید به زبان مادری کتاب علمی تألیف کرد و زبان لاتین را، که تا آن زمان تنها وسیلهٔ بیان و تحریر مطالب فلسفی و علمی بود، کنار گذاشت.
پس‌از آن اصول فلسفه و تأملات در فلسفه اولی را نوشت. انتشار این‌ها موجب شد که گروهی از اهل ذوق به او ارادت بورزند و گروهی دیگر به تکفیر او بپردازند. باآن‌که درک مسائل فلسفی دکارت دشوار بود، ازآن‌جاکه مطالبش را در کمال روشنی بیان می‌کرد، افراد بیشتری با خواندن آثار او شیفته علم شدند.

## دغدغه‌های اصلی دکارت
دکارت در آغاز با دو مسئلهٔ اساسی روبرو بود:

### معرفت یقینی
دکارت در آغاز جوانی، دل‌بسته ریاضیات بود، زیرا می‌دید ریاضیات، نظامی کاملاً یقینی دارد. درحالی‌که علوم دیگر، و به‌ویژه فلسفه، چنین نیستند. فکر او بیشتر از هر چیزی متوجه فلسفه بود، زیرا فلسفه را بنیاد معرفت بشری می‌دانست و اگر فلسفه به یقین نمی‌رسید، به هیچ دانشی نمی‌شد اعتماد کرد.
در آن زمان بسیاری از اندیشمندان به شک مطلق فلسفی گرویده‌بودند و می‌گفتند در هیچ موضوعی نمی‌توان به یقین رسید. دکارت این را را نمی‌پذیرفت و می‌خواست هرطور شده، یقین را در فلسفه و دانش داخل کند. برای همین به فکر افتاد تا فلسفه و همه دانش‌های انسانی را به روشی ویژه درآمیزد و آن را طوری بنا کند که مانند ریاضیات، کاملاً یقینی باشد.
از نظر دکارت ریاضیات، به بصیرت و یقین می‌انجامید و ازاین‌رو به‌کمیت درآوردن هر پدیده از راه اعداد و ریاضیات، به مقابله با عدم قطعیت خواهد رسید. به این نظریه دکارت، در غرب، رؤیای دکارتی گفته می‌شود.

### رابطهٔ جسم و روح
در سده ۱۷ (میلادی)، فیزیک، و به‌دنبال آن مکانیک، بسیار پیشرفت کرده بود. یکی از مسائل عمدهٔ فیزیک جدید، آن بود که ماده چیست؟ چه باعث فرایندهای مادی و طبیعی می‌شود؟ چه موجب می‌شود حرکات و حوادث طبیعی، مانند باران، گردش سیارات، روییدن گیاهان، زلزله، روی دهند؟

آن زمان، نگرش مکانیکی و مادی به طبیعت، میان مردم و دانشمندان رایج بود. نگرشی که دلیل همه حرکات و حوادث جهان را در خود جهان و ماده آن می‌دانست، نه امور فرامادّی و فراطبیعی؛ یعنی همه چیز در جهان، خودکار و براساس قوانین فیزیک کار می‌کند. اما پرسشی اساسی پیش می‌آمد که با نگرش مادی به طبیعت جور نبود؛
سبب اعمال و حرکات ما انسان‌ها چیست؟ از دو حال خارج نیست؛ یا جسم ماست یا چیزی دیگر.

ما واضح درک می‌کنیم که جسم ما که ماده ما است، به‌فرمان ماست و ما خودمان سبب اعمال و رفتارمان هستیم. اما این «خود» چیست؟ آیا منظور از آن، روح ماست؟ روح انسانی چیست؟ روح و جسم چه رابطه‌ای دارند؟ روح انسان، به یقین، مادی نیست؛ بنابراین آیا امری فرامادی در ماده اثر می‌گذارد؟ چگونه؟
این پرسش‌ها، فکر دکارت را به‌خود مشغول کرده بود. بدین‌ترتیب، او دوگانه‌انگاری را پیش نهاد؛ یعنی روح و جسم را مانند برخی فیلسوفان یونان جدا گرفت. بعدها، باروخ اسپینوزا، از بزرگ‌ترین فیلسوفان تاریخ غرب و جهان، این را اشتباه یافت و یگانه‌انگاری را پایه گذاشت.

## روش شک دکارت

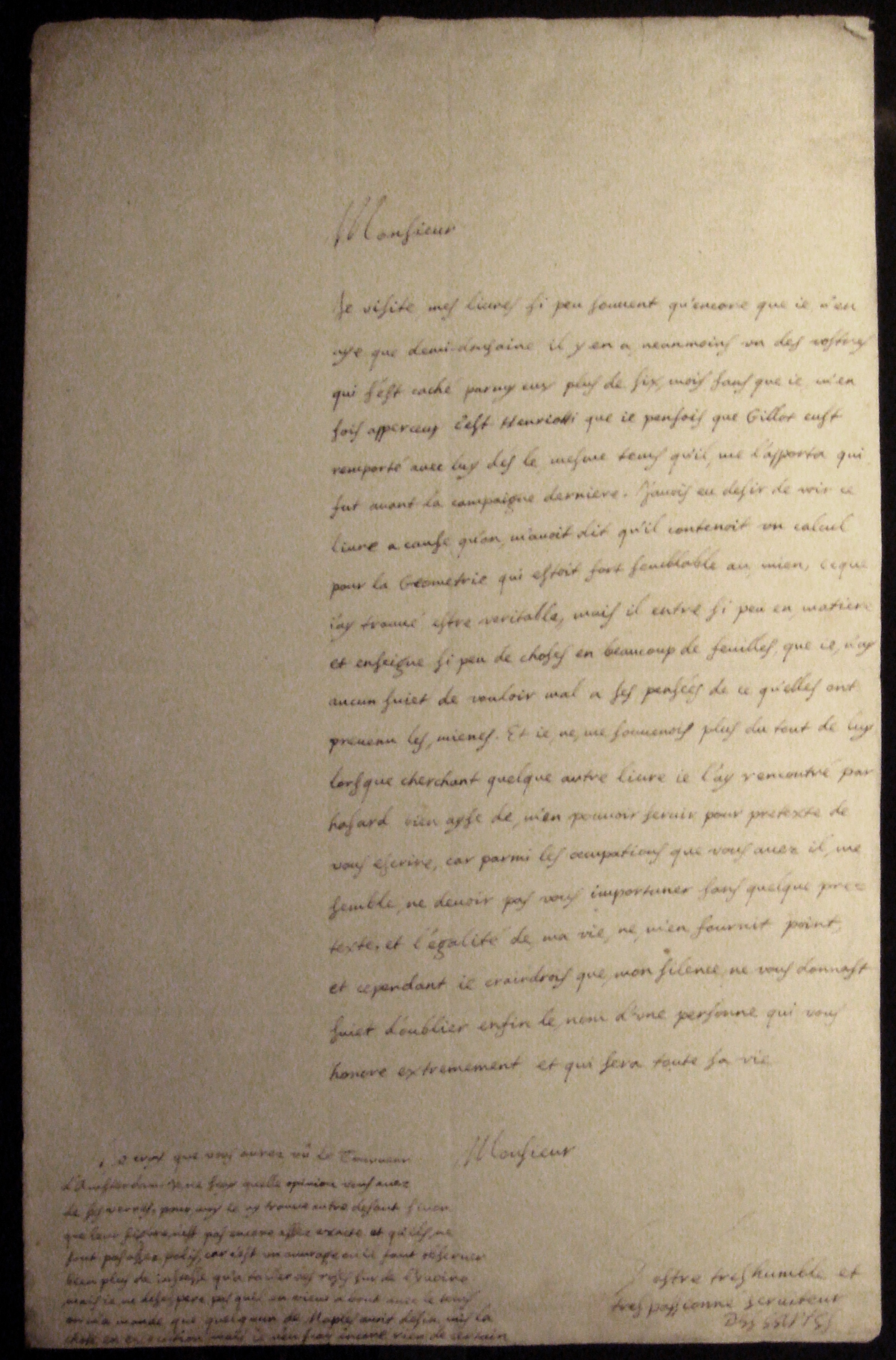
یکی از دست نوشته‌های دکارت، دسامبر ۱۶۳۸

بنای فلسفه دکارت، بر شک دکارتی است، که اثر شگرفی بر تاریخ و اندیشه غرب گذاشته، به‌ویژه در نگرش فیلسوفان و رنسانس.
از مهم‌ترین چیزهایی که دکارت تلاش کرد با شک دکارتی ثابت کند، این‌ها هستند:
1. خود یا خودآگاهی
2. جهان بیرون
3. آفریننده یا خداوند

### خود یاخودآگاهی
دکارت در آغاز برای رسیدن به معرفت یقینی، از خود پرسید:
آیا اصلی هست تا بتوان همه دانش و فلسفه را بر آن بنا، و نتوان در آن شک کرد؟
راهی که به نظر دکارت می‌رسید، این بود که به همه چیز شک کند. او می‌خواست همه چیز را دوباره آغاز کند و برای همین لازم دانست که در همه دانسته‌های خود (محسوسات، معقولات و شنیده‌ها) تجدیدنظر کند.

بدین‌ترتیب شک‌کردن را، که بعدها به شک دکارتی معروف شد، آغاز کرد. او به همه چیز شک کرد؛ تا جایی که در بودن جهان بیرون نیز شک کرد و گفت:
از کجا معلوم که در خواب نباشم؟ شاید این‌طور که حس می‌کنم یا فکر می‌کنم یا به من گفته‌اند، نباشد و همه این‌ها مانند آنچه در خواب بر من حاضر می‌شود، خیالات محض باشد. اصلاً شاید شیطانِ پلیدی در حال فریب دادن من است و جهان را این‌گونه به من نشان می‌دهد؟
دکارت به این صورت به همه چیز شک کرد و هیچ پایه مطمئنی را باقی نگذاشت؛ اما سرانجام به اصل تردیدناپذیری که به دنبالش بود، رسید. این اصل این بود که:
من می‌توانم در همه چیز شک کنم، اما در این واقعیت که شک می‌کنم، نمی‌توانم تردیدی داشته باشم؛ بنابراین شک کردن من امری است یقینی؛ و از آنجا که شک، یک نحوه از حالات اندیشه و فکر است، پس واقعیت این است که من می‌اندیشم. چون شک می‌کنم، پس فکر دارم و چون می‌اندیشم، پس کسی هستم که می‌اندیشم.
بدین ترتیب یک اصل تردید ناپذیر کشف شد که به هیچ وجه نمی‌شد در آن تردید کرد. دکارت این اصل را به این صورت بیان کرد:
می‌اندیشم، پس هستم. (اصل کوگیتو) دکارت به هدف خود رسیده بود و فلسفه‌اش را بر اساس همین اصل بنیادین بنا کرد.
وی پس از ۱۳ سال تفکر بر روی این موضوع آن را فهمید.

### وجود جهان خارج
دکارت بقیه فلسفه‌اش را بر پایهٔ این اصل، یعنی وجود خود بنا کرد. او گفت:
من در عالم خارج اموری را ادراک می‌کنم که مادی نیستند و بنا بر این با عقل ادراک شده‌اند نه با حس؛ مانند امتداد (عرض، طول و عمق). هر شیء مادی امتداد دارد. چنین صفاتی که با عقل ادراک می‌شوند، به اندازه این واقعیت که من وجود دارم، روشن و بدیهی هستند. پس این امور هم یقینی هستند.
در ادامه دکارت در اثبات این‌که جهان خارج وجود دارد و خواب و خیال نیست، از تصور موجود کامل یعنی خدا کمک می‌گیرد. به این صورت که:
وقتی عقل چیزی را به‌طور واضح و متمایز شناخت، این شناخت باید ضرورتاً درست باشد؛ چرا که خداوند نه مرا فریب می‌دهد و نیز روا نمی‌دارد که من دربارهٔ جهان و چیستی آن فریب بخورم. فریب‌کاری از عجز و نقص سرچشمه می‌گیرد.
بنا بر این هرچه را با عقل خود درک کنیم، حتماً صحیح است و یکی از اموری را که با عقل می‌یابیم، وجود واقعی جهان خارج می‌باشد.
به‌طور خلاصه تمام تصورات در انسان باید معلول چیزی در خارج باشد. پس جهان خارج به عنوان علت تصورات، اثبات می‌شود.

## فلسفهٔ دکارت
همگان دکارت را از جملهٔ بنیان‌گذاران فلسفهٔ جدید (فلسفهٔ پس از روزگار نوزایش) می‌دانند. او نخستین فیلسوف بزرگ پس از سده‌های میانه است و به همراه فیلسوفانی چون اسپینوزا و گوتفرید لایبنیتز به مکتب خردگرایی تعلق دارد؛ مکتبی که بر این بود که: «به آنچه حواس انسان ارائه می‌دهند نمی‌توان اطمینان کامل داشت، بلکه تنها از راه عقل است که شناخت حقیقی و یقین‌آور صورت می‌گیرد.»

## اعتقادات مذهبی
اعتقادات مذهبی رنه دکارت همواره با حرارت در محافل علمی مورد مناظره قرار گرفته است. او از سویی ادعا می‌کرده که یک کاتولیک مؤمن است و می‌گفت که یکی از نیاتش از مراقبه محافظتش از ایمان مسیحیاش است، با این حال، حتی در همان دوران خودش هم دکارت متهم بود که عقاید دادارباورانه و بی‌خدایی را با خود همچون رازی دارد. بلز پاسکال هم‌عصر او درباره‌اش گفته: «من نمی‌توانم دکارت را ببخشم؛ دکارت در تمام فلسفهٔ خود، هرچه می‌توانست کرد تا به روی خدا خطی از بطلان بکشد، اما او نتوانست لزوم وجود خدا را برای آغاز خلقت با سرانگشت اشارهٔ خدایی‌اش انکار کند، اما بعد از آن دیگر خدا از نظرش چیزی بی‌مصرف بود». شرح‌حال استفان گاکروگر از دکارت گزارش می‌دهد که «او به‌عنوان یک کاتولیک ایمان عمیق مذهبی داشت که با خود آن را تا روز مرگ حفظ کرد، در عین‌حالی که او ثابت‌قدم و شیفته در راه کشف حقیقت نیز بود.» بحث‌ها کماکان ادامه دارد بر سر این‌که آیا او یک کاتولیک استغفارکننده بوده یا بی‌خدایی مخفی‌کار، پنهان شده در پشت احساسات زاهدانه نسبت به وجودی که جهان را در چارچوبی مکانیکی قرار داده، که در آن بشر می‌تواند آزادانه هرکاری دلش خواست فقط به دلیل لطف اراده اعطا شده از سوی خدا بکند.

## ترس فراوان دکارت از دین‌داران هم‌روزگارش

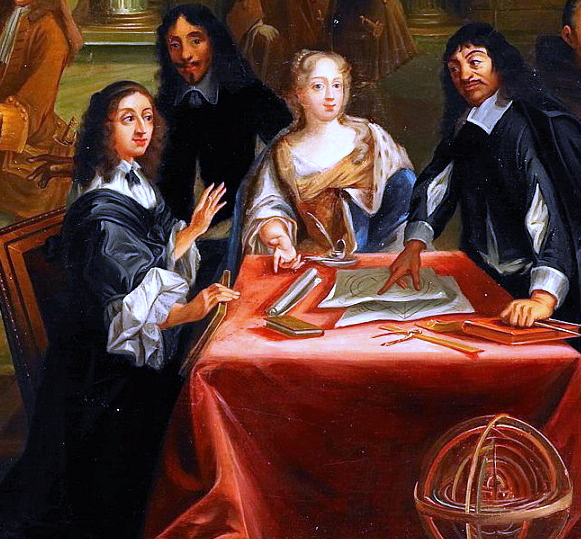
رنه دکارت و کریستینا ملکه سوئد

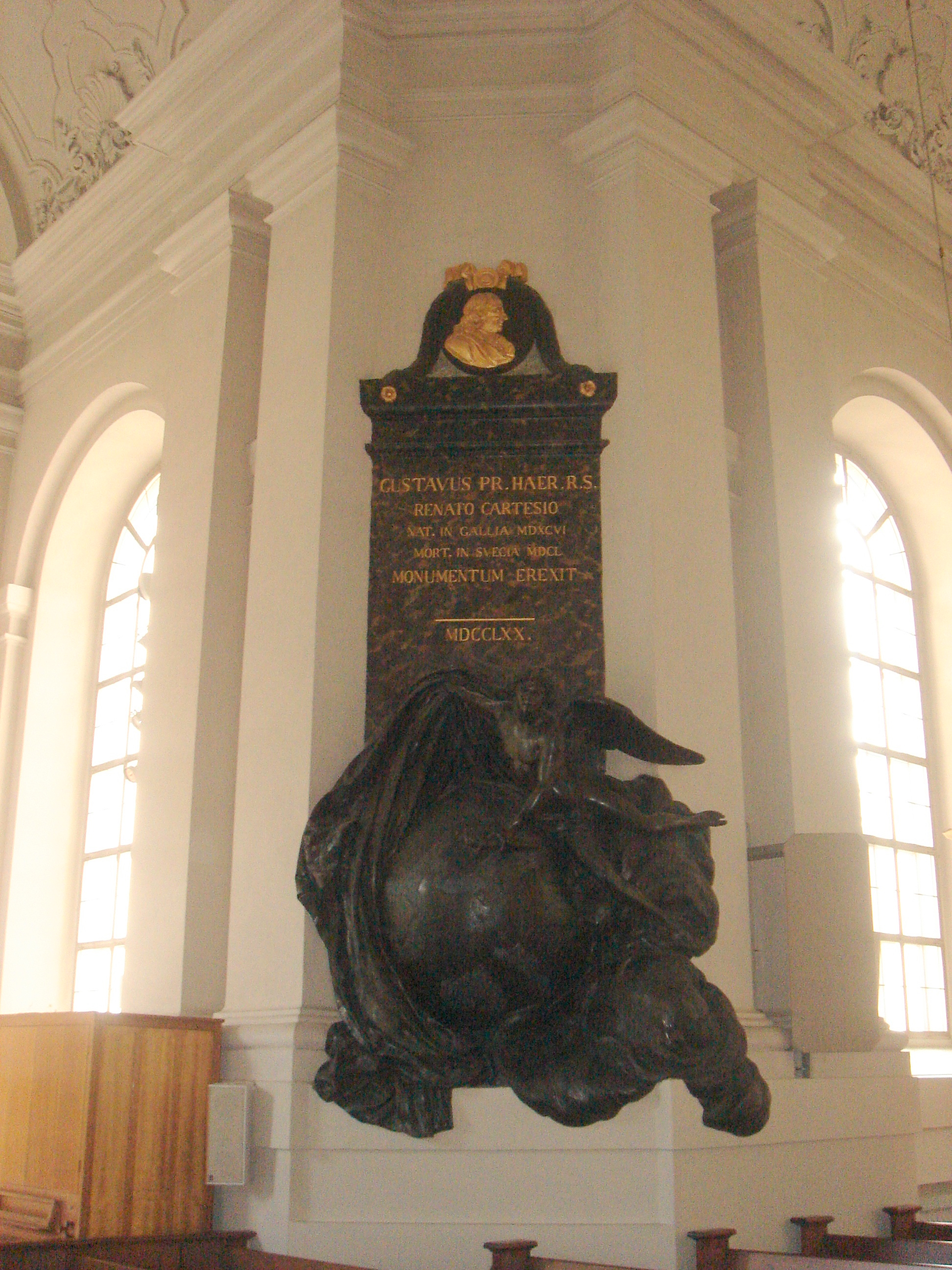
بنای یادبود او، ساخته ۱۷۲۰ در استکهلم

دکارت به چندین دلیل مورد نفرت شدید مسیحیان و فیلسوفان مسیحی زمان خود بود و بسیاری از بقیهٔ مسیحیان به او اکراه شدیدی داشتند زیرا:
جریان فلسفی در تمام کشورها و سرزمین‌ها بسته بود و اصول کاملاً مشخص بود. هدف فلسفه‌خواه اسلامی، یهودی یا مسیحی اثبات اصول از قبل تعیین شده بود مثل اثبات وجود خدا یا معاد. فقط در تاریخ روش‌ها تغییر می‌کرد. می‌توان این روش‌های جدید را نوآورانه دانست، اما به هیچ عنوان این مطالب بدیع و جدید نبودند. بنا بر اصلی نانوشته در تمام فلسفه‌های دینی که تنها روش فکر محسوب می‌شدند، تفکر آزاد و شک کردن ممنوع بود یا به‌شدت کراهت داشت. گرچه هیچ‌یک از مکتب‌های فلسفی این را اقرار نمی‌کردند، که ما فکر را محدود فرض می‌کنیم مانند فلسفه مدرسی در مسیحیت یا فلسفه اشراق در اسلام زیرا این فرض آشکارا جزم‌اندیشانه بود و تأثیری منفی بر فیلسوفان بعدی می‌گذاشت. دکارت برای نخستین بار به همه چیز شک افراطی کرد، از جمله مستقیماً به دانش پیشینیان و مسیحیت و خدا و این نوع فکر برای نخستین بار در جهان مسیحیت اتفاق افتاد (آن موقع اروپا به جامعه اروپایی یا جامعه غربی معروف نبود و به جهان مسیحیت مشهور بود همان‌طور که چیزی به نام خاورمیانه وجود نداشت و این منطقه جزو بلاد اسلامی بودند). دکارت می‌دانست اگر جانب احتیاط را رعایت نکند به دردسر شدیدی خواهد افتاد. به همین دلیل اقدامات زیادی انجام داد که می‌توان به این موارد اشاره کرد:
دکارت پس از محاکمهٔ گالیلئو گالیله در ۱۶۳۳ بسیار ترسید و چون از غوغای مذهبی پرهیز می‌کرد کتاب عالم که در آن به فلسفه و از جمله فرضیهٔ زمین مرکزی اشاره کرده بود و تکمیل هم شده یود را منتشر نکرد.
او در عوض چهار سال بعد کتاب مشهور گفتار در روش درست به‌کاربردن عقل را منتشر کرد که در نهایت محافظه‌کاری نوشته شد.

### محافظه‌کاری دکارت در اثر گفتار در روش درست به‌کاربردن عقل
1. دکارت بارها سعی کرده عقلانیت را به نفع الهیات معتدل کند یعنی تا جایی که ممکن است در آستانه تحمل مسیحیان از گفته‌های عقلانی خود عقب‌نشینی کند مثل اثبات وجود خدا در فلسفه دکارت.
2. لحن دکارت مومنانه و با نهایت ادب به مسیحیت نوشته و هنگام بحث در بارهٔ شک؛ او نسبت به همه چیز سعی کرده این شک را دستوری یا مصلحتی نشان دهد.
3. سعی کرده است حمایت پادشاهی از اروپا را به خود جلب کند، تا در صورت حمله احتمالی از طرف پاپ کسی از او حمایت کند، مثل جردانو برونو که حمایت پادشاه فرانسه او را تا مدت‌ها از مرگ رهایی داد. برای اثبات این مسئله دکارت در آخرین جمله کتابش می‌گوید:

من این امر را اقرار می‌کنم هر چند می‌دانم که در دنیا مایه اعتبار من نمی‌شود (منظور علم طب بوده که مایه اعتبارش نمی‌شود) ولیکن من آرزومند اعتبارات نیستم و همواره نسبت به کسانی که از عنایت ایشان بتوانم بدون مزاحمت اشخاص از فرصت و مجال خود استفاده کنم بیش‌تر سپاس‌گزار خواهم بود تا آن که محترم‌ترین مشاغل بر روی زمین را به من پیشنهاد کنند.
محمدعلی فروغی در بارهٔ این جمله می‌گوید:
از احتیاط‌ها و التماس‌هایی که می‌کند می‌توان استنباط نمود که احوال مردم آن زمان چگونه بوده و کسی که می‌خواسته است با استقلال فکر سخن گوید چه مشکلاتی در پیش داشته است.
او در نهایت تا حدی به هدف خود رسیده است. او اول مورد حمایت شاه‌دخت الیزابت که از پدر به خاندان سلطنتی آلمان و از مادر به پادشاه انگلستان می‌رسید، بود. دکارت برای این که پشتیبانش را از دست ندهد، به پند گرفتن از او تظاهر می‌کرد، با او مکاتبه می‌کرد، او را می‌ستود و کتابی به نام رساله در انفعالات نفسانی را برایش نوشت؛ و بعد دختر ملکه سوئد به نام کریستین که بعدها کریستینا ملکه سوئد می‌شود که به نظر می‌رسد به دلیل حسادات با شاه‌دخت الیزابت، دکارت را به سوئد دعوت می‌کند تا به او فلسفه تدریس کند ولی سرانجام، دکارت خوشحال از این که مقامی بالاتر از او حمایت می‌کند، به سوئد می‌رود و به دلیل سرمای سوئد ذات‌الریه می‌گیرد در کشمکش بین دو شاهزاده می‌میرد. همه این‌ها وضعیت بسیار بد اندیشه را حتی در مسیحیت روزگار نوزایش نشان می‌دهد.

## جوهرهای سه‌گانه
تا اینجا دکارت به سه امر کاملاً یقینی رسیده است که به گفته او، به هیچ وجه نمی‌توان در آن‌ها شک روا داشت:
1. این‌که موجودی اندیشنده است و وجود دارد.
2. این‌که خدا وجود دارد.
3. و این‌که عالم خارج واقعاً وجود دارد.

به اعتقاد وی، اساس تمام موجودات و آنچه را که در عالم است، می‌توان به دو امر بنیادین رساند. همه چیز از این دو جوهر قائم به ذات تشکیل شده است؛ به عبارت دیگر، دو گونه هستی کاملاً متفاوت وجود دارد که هر کدام از این دو گونه هستی، صفات مخصوص به خود را دارند:
1. جوهر بعد و امتداد که همان ماده است. (هستی خارجی)
2. جوهر اندیشه و فکر. (هستی درونی) نفس و اندیشه، آگاهی محض است، جایی در فضا اشغال نمی‌کند و نمی‌توان آن را به اجزای کوچک‌تر تقسیم کرد؛ ولی ماده بُعد یا امتداد محض است، در مکان جای می‌گیرد و به همین خاطر می‌توان آن را به اجزای کوچک‌تر تقسیم نمود؛ به علاوه ماده آگاهی ندارد. بدین ترتیب در نظر وی هستی و آفرینش به دو قسمت کاملاً متفاوت و مستقل از هم تقسیم گردید و به همین خاطر، دکارت را دوگانه‌انگار می‌نامند؛ یعنی کسی که قائل به شکاف عمیق بین هستی اندیشه و هستی ماده است.

البته باید توجه داشت که بنا به اعتقاد او میان این دو جوهر در بدن انسان، از راه عضو خاصی در سر که آن را غده صنوبری می‌نامد ارتباط عمیقی برقرار است.
بنابراین در نظر او به‌طور کلی سه جوهر وجود دارد:
نفس، جسم و خداوند.
دکارت، این سه را جوهر می‌نامد زیرا هر یک قائم به ذات خود بوده و هر کدام یک صفات اساسی دارند که مخصوص به خودشان است. به این صورت که:
صفت نفس، فکر، صفت جسم بعد و صفت خداوند کمال است.

## برخی آثار
- گفتار در روش درست به‌کاربردن عقل، ترجمه محمدعلی فروغی
- تأملات در فلسفهٔ اولی، ترجمه احمد احمدی
- اعتراضات و پاسخ‌ها، ترجمه علی افضلی
- قواعد هدایت فکر، ترجمه منوچهر صانعی دره‌بیدی
- اصول فلسفه، ترجمه منوچهر صانعی دره‌بیدی
- انفعالات نفسانی، ترجمه منوچهر صانعی دره‌بیدی
- حکمت ناصریه، ترجمه کتاب دیاکرت ترجمان امیل برنه و عبدالرحیم موسوی همدانی معروف به ملا لاله‌زار همدانی